# Edwin van der Sar

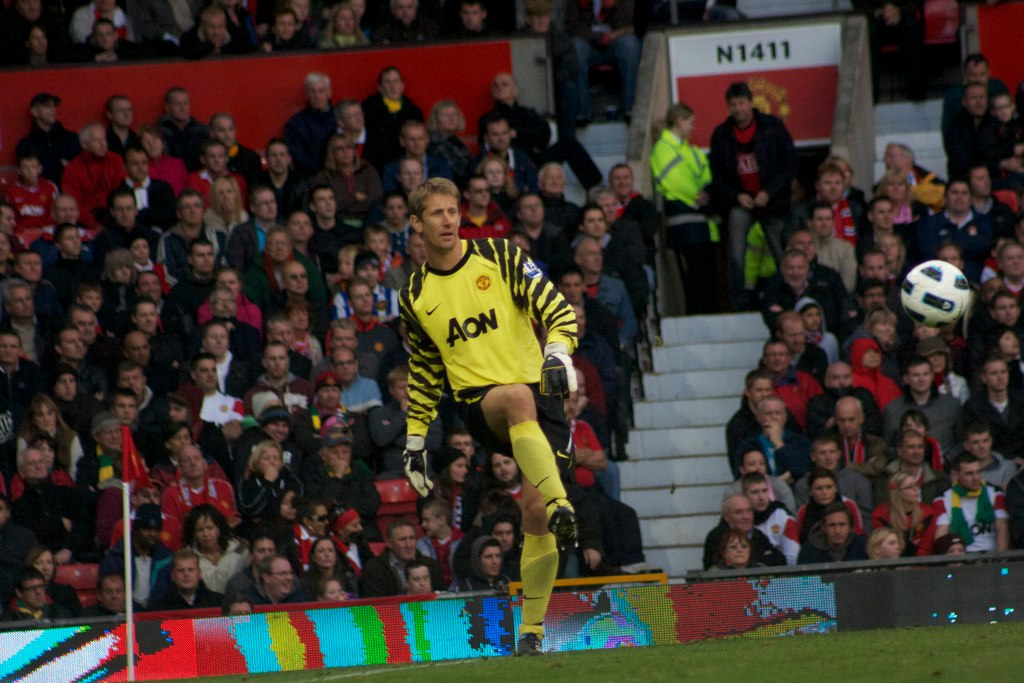
Van der Sar

Edwin van der Sar (Voorhout, 29 oktober 1970) is een Nederlands sportbestuurder en voormalig voetballer die speelde als doelman. Hij speelde voor Ajax, Juventus, Fulham en Manchester United en kwam 130 keer uit voor het Nederlands voetbalelftal. Hij won in zijn voetballoopbaan onder anderen tweemaal de UEFA Champions League en eenmaal de UEFA Cup. Van 31 december 2012 tot 1 augustus 2023 was hij algemeen directeur van Ajax.

## Loopbaan als speler

### Ajax
Van der Sar startte als kind bij de Voorhoutse voetbalvereniging VV Foreholte, waarna hij in de hoogste jeugd de overstap maakte naar VV Noordwijk.
Bij deze vereniging werd hij in 1989, op advies van VV Noordwijk-trainer Ruud Bröring en vervolgens door Ajax-keeperstrainer Frans Hoek, ontdekt door Ajax-trainer Louis van Gaal. Hij kon ook op amateurbasis naar Sparta Rotterdam maar na een proefperiode kreeg hij een contract bij Ajax. Hij speelde de eerste twee jaar vooral in het tweede team en trainde als derde doelman met het eerste team. In december 1989 kwam hij voor het eerst bij het eerste team als reserve achter Sjaak Storm vanwege een blessure bij Stanley Menzo. Ook in maart 1990 vervulde hij deze rol. In 1990 werd hij de vaste tweede doelman achter Menzo. Van der Sar maakte zijn debuut voor Ajax op 23 april 1991 toen hij in de Eredivisie in Stadion De Meer tegen Sparta Rotterdam (1-0) na 32 minuten de geblesseerde Menzo moest vervangen. Hij maakte het seizoen af als eerste doelman met Abe Knoop als reservedoelman op de bank. In het seizoen 1991/92 speelde hij echter weer voor het tweede team waarin hij rouleerde met Dennis van der Poll. In oktober 1992 verving hij wederom de geblesseerd geraakte Menzo. Nadat Menzo op 3 maart 1993 in de uitwedstrijd om de UEFA Cup bij AJ Auxerre een bal in eigen doel sloeg, werd Van der Sar de nieuwe eerste doelman van Ajax.
In de eerste periode na zijn niet onomstreden debuut had hij moeite om het publiek voor zich te winnen, zeker aangezien Menzo het seizoen daarvoor nog de UEFA Cup had gewonnen met enkele spectaculaire reddingen. De stap van de amateurs van VV Noordwijk naar Ajax leek te groot en Van der Sar oogde onzeker. Na een moeizame beginperiode ging hij echter steeds beter keepen. De jonge Voorhouter groeide uit tot een sleutelfiguur in het Ajax van Louis van Gaal, dat in 1995 het Nederlands kampioenschap, de UEFA Champions League, de UEFA Super Cup en de wereldbeker voor clubteams wist te winnen. In de finale van de wereldbeker voor clubteams, dat na een gelijke stand na 90 minuten en verlenging uitliep op strafschoppen, stopte Van der Sar de eerste strafschop van tegenstander Grêmio. Dit bleek genoeg om de wereldbeker in de wacht te slepen.
Van der Sar maakte zijn enige doelpunt in zijn profcarrière op 3 mei 1998 tijdens de uitwedstrijd tegen De Graafschap. In de 85ste minuut mocht Van der Sar bij een 0–7 stand op het scorebord vanaf elf meter aanleggen tegenover de Graafschap-doelman Ron Olyslager. Ajax won uiteindelijk met 1–8.

### Juventus
Na het WK van 1998 speelde Van der Sar nog één seizoen bij Ajax, om vervolgens naar het Italiaanse Juventus te gaan. Hij won de UEFA Intertoto Cup, maar Juventus verspeelde vlak voor het einde van het seizoen de landstitel. Na een tweede teleurstellend seizoen bij Juventus besloot de club de Italiaanse international Gianluigi Buffon aan te trekken.

### Fulham
Na de komst van Buffon verkocht Juventus Van der Sar aan de Engelse promovendus Fulham. Hier speelde hij vier jaar. Met de club won hij de UEFA Intertoto Cup.

### Manchester United
Alex Ferguson haalde hem vervolgens voor seizoen 2005/06 naar Manchester United, dat sinds het vertrek van Peter Schmeichel in 1999 een topkeeper zocht. Bij Manchester werd hij een vaste waarde in de basis.
Op 21 mei 2008 won Van der Sar voor de tweede maal de UEFA Champions League. Dertien jaar na zijn succes met Ajax, won hij met Manchester United door na strafschoppen Chelsea te verslaan in de finale. Van der Sar stopte de beslissende strafschop van Nicolas Anelka. Van der Sar noemde dit later zijn van Breukelen-moment, refererend aan Hans van Breukelen die in 1988 voor PSV de beslissende strafschop stopte in de Europacup I-finale. Beide keepers waren beslissend in de finale. Zowel met Ajax als Manchester United won hij later dat jaar ook de wereldbeker respectievelijk het FIFA WK voor clubs.
Van der Sar had zelden blessures, echter laat in zijn carrière, eind juli 2009, brak hij zijn duim in een strafschoppenreeks in een vriendschappelijke wedstrijd. Hierdoor werd Van der Sar gedurende acht weken uitgeschakeld, wat zijn eerste langdurige blessure was.
Op 26 januari 2011 kwam Van der Sar met het nieuws naar buiten dat hij na het seizoen 2010/11 stopte met het profbestaan. Hij had dit beroep precies twintig jaar uitgeoefend en vond dat het tijd werd om zijn gezin op de eerste plaats te zetten. Van der Sar kreeg in zijn laatste competitiewedstrijd tegen Blackpool de aanvoerdersband van hoofdtrainer Alex Ferguson.
Van der Sar speelde zijn laatste officiële wedstrijd als profkeeper op 28 mei 2011 in Londen, in het Wembleystadion, waar Manchester United die zaterdagavond de finale om de UEFA Champions League tegen FC Barcelona verloor met 1–3. De toen ruim 40-jarige Van der Sar vestigde daarmee een nieuw record: hij werd de oudste voetballer uit de geschiedenis die in de eindstrijd stond om het clubkampioenschap van Europa.
Edwin van der Sar houdt het record (1.311 minuten) voor langste clean sheet (geen tegendoelpunt) en meeste clean sheets (11) in het Britse betaalde voetbal ooit. Hij nam dit record na bijna veertig jaar over van Bobby Clark.

### Afscheidswedstrijd
Op 3 augustus 2011 werd een afscheidswedstrijd voor Van der Sar gespeeld in de Amsterdam ArenA. De wedstrijd ging tussen Ajax en het Dreamteam van Van der Sar (onder leiding van Alex Ferguson). Voor het dreamteam speelden onder andere Wayne Rooney, John Heitinga, Louis Saha, Rio Ferdinand, Ryan Giggs, Paul Scholes, Nemanja Vidić, André Ooijer, Dirk Kuijt, Gary Neville, Michael Carrick, Edgar Davids, Giovanni van Bronckhorst, Boudewijn Zenden en Dennis Bergkamp mee. De uitslag werd 2–1 voor het dreamteam.
Vooraf aan de afscheidswedstrijd werden eerst twee korte wedstrijden gespeeld door Ajax D1 tegen Manchester D1, en Ajax '95 (onder leiding van Louis van Gaal) tegen Oranje '98 (onder leiding van Guus Hiddink). Bij Ajax '95 speelden onder andere Finidi George, Nwankwo Kanu, Frank de Boer, Winston Bogarde, Nordin Wooter, Ronald de Boer, Danny Blind, Patrick Kluivert, Marc Overmars en Frank Rijkaard mee. Bij Oranje '98 speelden onder andere Wim Jonk, Dennis Bergkamp, Roy Makaay, Ruud Hesp, Aron Winter, Richard Witschge en Pierre van Hooijdonk mee. Aan het einde van de wedstrijd maakten Van der Sar en zijn familie een ereronde om het publiek te bedanken.
Na zijn afscheidswedstrijd maakte Van der Sar bekend dat hij als analist bij het televisieprogramma Studio Voetbal van de NOS zou gaan aanschuiven.

### Rentree bij VV Noordwijk
Van der Sar werd in maart 2016 door zijn oude club VV Noordwijk, waar hij in de jeugd actief was, gevraagd om een wedstrijd te keepen wegens een blessure van de eerste keeper. Van der Sar ging op deze uitnodiging in en stond op 12 maart 2016 onder de lat voor Noordwijk, op dat moment actief in de Zaterdag Hoofdklasse B. Op die dag speelde VV Noordwijk een thuiswedstrijd tegen Jodan Boys. Van der Sar stopte in deze wedstrijd een strafschop, maar kon niet voorkomen dat Noordwijk met 1–1 gelijkspeelde.

## Interlandcarrière

### Jong Oranje
Voor het Nederlands voetbalelftal onder 21 speelde Van der Sar in 1990 en 1991 in totaal drie wedstrijden waarbij hij de voorkeur kreeg boven Wim de Ron. Hij nam als reservedoelman achter Edwin Zoetebier deel aan het Europees kampioenschap voetbal onder 21 - 1992 waar Nederland in de kwartfinale uitgeschakeld werd. Hiermee plaatste Nederland zich wel voor de play-off om aansluitend als Nederlands olympisch voetbalelftal in een tweeluik tegen Australië voor kwalificatie voor de Olympische Zomerspelen 1992 te spelen. Van der Sar zat wederom op de bank achter Zoetebier en Nederland verloor de play-off en liep plaatsing mis.
| Interlands Jong Oranje van Edwin van der Sar | Interlands Jong Oranje van Edwin van der Sar | Interlands Jong Oranje van Edwin van der Sar | Interlands Jong Oranje van Edwin van der Sar | Interlands Jong Oranje van Edwin van der Sar |
| No.                                          | Datum                                        | Wedstrijd                                    | Uitslag                                      | Soort Wedstrijd                              |
| -------------------------------------------- | -------------------------------------------- | -------------------------------------------- | -------------------------------------------- | -------------------------------------------- |
| 1.                                           | 26-09-1990                                   | Italië - Nederland                           | 1-0                                          | Vriendschappelijk                            |
| 2.                                           | 16-10-1990                                   | Nederland - Portugal                         | 0-0                                          | EK-kwalificatie                              |
| 3.                                           | 10-09-1991                                   | Nederland - Polen                            | 1-1                                          | Vriendschappelijk                            |

### Nederlands elftal
Van der Sar was vanaf zijn debuut (in en tegen Wit-Rusland, 1–0 verlies) een vaste waarde in het doel van Oranje. Hij was tot 9 juni 2017 recordinternational van het Nederlands elftal met 130 interlands (Wesley Sneijder speelde die dag zijn 131e). In deze wedstrijden kreeg hij 90 tegentreffers te verwerken.
Na het seizoen 1993/94 nam bondscoach Dick Advocaat hem op in de selectie van het Nederlands elftal voor het WK 1994 in de Verenigde Staten. Hij maakte zijn debuut voor Oranje in en tegen Wit-Rusland, door in te vallen toen Ed de Goeij geblesseerd raakte. Dat duel ging met 1–0 verloren. Van der Sar maakte een niet sterke indruk en was mede schuldig aan het enige doelpunt. Hij gaf aan een inschattingsfout gemaakt te hebben en voegde eraan toe te hopen dat het niet bij deze ene interland zou blijven.
Tijdens het EK 1996 was hij doelman van Oranje. Het toernooi verliep teleurstellend voor het Nederlands elftal. Oranje verloor in de kwartfinale na strafschoppen van Frankrijk. Daarna brak een betere periode aan voor Van der Sar in Oranje.
Van der Sar deed zich gelden tijdens het WK van 1998. Hij was beslissend voor zijn ploeg en maakte cruciale reddingen al kon hij niet excelleren in de beslissende strafschoppenreeks tegen Brazilië in de halve finale.
Die frustratie duurde voort op Euro 2000 in eigen land. Van der Sar hield in zijn optredens de nul, maar kon niet voorkomen dat Nederland het weer aflegde na strafschoppen. In de halve finale was Italië te sterk.
Voor het WK 2002 wist Oranje zich niet te kwalificeren.
Tijdens het EK 2004 was hij een belangrijke man in het team van Nederland. Hij besliste de strafschoppenreeks tegen Zweden, waarmee hij Nederland (en zichzelf) van een penaltysyndroom verloste. Na het vertrek van bondscoach Advocaat veranderden er dingen bij Oranje. Van der Sar blijft onomstreden in het doel staan. Hij wordt tot reserveaanvoerder benoemd door de nieuwe bondscoach, Marco van Basten. Van der Sar beloonde dit vertrouwen met een sterke wedstrijd thuis tegen Tsjechië. Hij werd, nadat Edgar Davids niet meer geselecteerd werd, aanvoerder van het Nederlands elftal.
In de kwalificatie voor het WK 2006 kreeg Van der Sar in twaalf wedstrijden drie tegendoelpunten. Tot aan de tweede wedstrijd op het eindtoernooi zelf hield hij tien officiële wedstrijden op rij de nul. Met 1013 minuten zonder tegendoelpunten brak Van der Sar het Europees record. Op het WK 2006 in Duitsland herhaalde het scenario van het EK twee jaar eerder zich: Van der Sar is wederom een van de belangrijkste schakels in het Nederlands elftal. In de wedstrijd op 25 juni 2006 om een plaats in de kwartfinale tegen Portugal werd hij Nederlands recordinternational, Frank de Boer achter zich latend. Na het WK gaf Van der Sar aan door te gaan als doelman bij het Nederlands elftal. In oktober 2007 maakte Van der Sar bekend dat hij na het EK in Oostenrijk en Zwitserland in 2008 international af is. Zijn laatste wedstrijd op dat EK was de 3–1-nederlaag tegen Rusland in de kwartfinales. Met vier wedstrijden op het EK2008 evenaarde Van der Sar Lilian Thurams record van zestien EK-wedstrijden.
In het najaar van 2008 maakte hij een kortstondige rentree. Vanwege blessures van zijn opvolgers Maarten Stekelenburg en Henk Timmer en het belang van de twee kwalificatiewedstrijden tegen IJsland en Noorwegen vroeg bondscoach Bert van Marwijk hem of hij nog twee keer onder de lat wilde staan. Van der Sar gaf hier gehoor aan maar benadrukte dat het eenmalig was.
Op 5 juni 2010 werd voorafgaand aan de oefeninterland Nederland - Hongarije officieel afscheid genomen van Van der Sar, die daarbij door minister van Sport Ab Klink geridderd werd tot Officier in de Orde van Oranje-Nassau.
| Interlands van Edwin van der Sar | Interlands van Edwin van der Sar | Interlands van Edwin van der Sar | Interlands van Edwin van der Sar | Interlands van Edwin van der Sar |
| No.                              | Datum                            | Wedstrijd                        | Uitslag                          | Soort Wedstrijd                  |
| -------------------------------- | -------------------------------- | -------------------------------- | -------------------------------- | -------------------------------- |
| 1.                               | 07-06-1995                       | Wit-Rusland - Nederland          | 1-0                              | EK-kwalificatie                  |
| 2.                               | 06-09-1995                       | Nederland - Wit-Rusland          | 1-0                              | EK-kwalificatie                  |
| 3.                               | 11-10-1995                       | Malta - Nederland                | 0-4                              | EK-kwalificatie                  |
| 4.                               | 15-11-1995                       | Nederland - Noorwegen            | 3-0                              | EK-kwalificatie                  |
| 5.                               | 13-12-1995                       | Nederland - Ierland              | 2-0                              | EK-kwalificatie                  |
| 6.                               | 24-04-1996                       | Nederland - Duitsland            | 0-1                              | Vriendschappelijk                |
| 7.                               | 04-06-1996                       | Nederland - Ierland              | 3-1                              | Vriendschappelijk                |
| 8.                               | 10-06-1996                       | Nederland - Schotland            | 0-0                              | EK poulefase                     |
| 9.                               | 13-06-1996                       | Zwitserland - Nederland          | 0-2                              | EK poulefase                     |
| 10.                              | 18-06-1996                       | Nederland - Engeland             | 1-4                              | EK poulefase                     |
| 11.                              | 22-06-1996                       | Frankrijk - Nederland            | 0-0 wns (5-4)                    | EK kwartfinale                   |
| 12.                              | 31-08-1996                       | Nederland - Brazilië             | 2-2                              | Vriendschappelijk                |
| 13.                              | 05-10-1996                       | Wales - Nederland                | 1-3                              | WK-kwalificatie                  |
| 14.                              | 09-11-1996                       | Nederland - Wales                | 7-1                              | WK-kwalificatie                  |
| 15.                              | 14-12-1996                       | België - Nederland               | 0-3                              | WK-kwalificatie                  |
| 16.                              | 26-02-1997                       | Frankrijk - Nederland            | 2-1                              | Vriendschappelijk                |
| 17.                              | 29-03-1997                       | Nederland - San Marino           | 4-0                              | WK-kwalificatie                  |
| 18.                              | 02-04-1997                       | Turkije - Nederland              | 1-0                              | WK-kwalificatie                  |
| 19.                              | 30-04-1997                       | San Marino - Nederland           | 0-6                              | WK-kwalificatie                  |
| 20.                              | 06-09-1997                       | Nederland - België               | 3-1                              | WK-kwalificatie                  |
| 21.                              | 11-10-1997                       | Nederland - Turkije              | 0-0                              | WK-kwalificatie                  |
| 22.                              | 21-02-1998                       | Verenigde Staten - Nederland     | 0-2                              | Vriendschappelijk                |
| 23.                              | 27-05-1998                       | Nederland - Kameroen             | 0-0                              | Vriendschappelijk                |
| 24.                              | 01-06-1998                       | Nederland - Paraguay             | 5-1                              | Vriendschappelijk                |
| 25.                              | 05-06-1998                       | Nederland - Nigeria              | 5-1                              | Vriendschappelijk                |
| 26.                              | 13-06-1998                       | Nederland - België               | 0-0                              | WK poulefase                     |
| 27.                              | 20-06-1998                       | Nederland - Zuid-Korea           | 5-0                              | WK poulefase                     |
| 28.                              | 25-06-1998                       | Nederland - Mexico               | 2-2                              | WK poulefase                     |
| 29.                              | 29-06-1998                       | Nederland - Joegoslavië          | 2-1                              | WK achtste finale                |
| 30.                              | 04-07-1998                       | Nederland - Argentinië           | 2-1                              | WK kwartfinale                   |
| 31.                              | 07-07-1998                       | Brazilië - Nederland             | 1-1 wns (4-2)                    | WK halve finale                  |
| 32.                              | 11-07-1998                       | Nederland - Kroatië              | 1-2                              | WK troostfinale                  |
| 33.                              | 10-10-1998                       | Nederland - Peru                 | 2-0                              | Vriendschappelijk                |
| 34.                              | 13-10-1998                       | Nederland - Ghana                | 0-0                              | Vriendschappelijk                |
| 35.                              | 18-11-1998                       | Duitsland - Nederland            | 1-1                              | Vriendschappelijk                |
| 36.                              | 10-02-1999                       | Portugal - Nederland             | 0-0                              | Vriendschappelijk                |
| 37.                              | 31-03-1999                       | Nederland - Argentinië           | 1-1                              | Vriendschappelijk                |
| 38.                              | 28-04-1999                       | Nederland - Marokko              | 1-2                              | Vriendschappelijk                |
| 39.                              | 05-06-1999                       | Brazilië - Nederland             | 2-2                              | Vriendschappelijk                |
| 40.                              | 18-08-1999                       | Denemarken - Nederland           | 0-0                              | Vriendschappelijk                |
| 41.                              | 04-09-1999                       | Nederland - België               | 5-5                              | Vriendschappelijk                |
| 42.                              | 09-10-1999                       | Nederland - Brazilië             | 2-2                              | Vriendschappelijk                |
| 43.                              | 13-11-1999                       | Nederland - Tsjechië             | 1-1                              | Vriendschappelijk                |
| 44.                              | 23-02-2000                       | Nederland - Duitsland            | 2-1                              | Vriendschappelijk                |
| 45.                              | 26-04-2000                       | Nederland - Schotland            | 0-0                              | Vriendschappelijk                |
| 46.                              | 27-05-2000                       | Nederland - Roemenië             | 2-1                              | Vriendschappelijk                |
| 47.                              | 04-06-2000                       | Nederland - Polen                | 3-1                              | Vriendschappelijk                |
| 48.                              | 11-06-2000                       | Nederland - Tsjechië             | 1-0                              | EK poulefase                     |
| 49.                              | 16-06-2000                       | Nederland - Denemarken           | 3-0                              | EK poulefase                     |
| 50.                              | 25-06-2000                       | Nederland - Joegoslavië          | 6-1                              | EK kwartfinale                   |
| 51.                              | 29-06-2000                       | Nederland - Italië               | 0-0 wns (1-3)                    | EK halve finale                  |
| 52.                              | 02-09-2000                       | Nederland - Ierland              | 2-2                              | WK-kwalificatie                  |
| 53.                              | 07-10-2000                       | Cyprus - Nederland               | 0-4                              | WK-kwalificatie                  |
| 54.                              | 11-10-2000                       | Nederland - Portugal             | 0-2                              | WK-kwalificatie                  |
| 55.                              | 15-11-2000                       | Spanje - Nederland               | 1-2                              | Vriendschappelijk                |
| 56.                              | 28-02-2001                       | Nederland - Turkije              | 0-0                              | Vriendschappelijk                |
| 57.                              | 24-03-2001                       | Andorra - Nederland              | 0-5                              | WK-kwalificatie                  |
| 58.                              | 28-03-2001                       | Portugal - Nederland             | 2-2                              | WK-kwalificatie                  |
| 59.                              | 25-04-2001                       | Nederland - Cyprus               | 4-0                              | WK-kwalificatie                  |
| 60.                              | 02-06-2001                       | Estland - Nederland              | 2-4                              | WK-kwalificatie                  |
| 61.                              | 15-08-2001                       | Engeland - Nederland             | 0-2                              | Vriendschappelijk                |
| 62.                              | 01-09-2001                       | Ierland - Nederland              | 1-0                              | WK-kwalificatie                  |
| 63.                              | 05-09-2001                       | Nederland - Estland              | 5-0                              | WK-kwalificatie                  |
| 64.                              | 06-10-2001                       | Nederland - Andorra              | 4-0                              | WK-kwalificatie                  |
| 65.                              | 13-02-2002                       | Nederland - Engeland             | 1-1                              | Vriendschappelijk                |
| 66.                              | 27-03-2002                       | Nederland - Spanje               | 1-0                              | Vriendschappelijk                |
| 67.                              | 21-08-2002                       | Noorwegen - Nederland            | 0-1                              | Vriendschappelijk                |
| 68.                              | 07-09-2002                       | Nederland - Wit-Rusland          | 3-0                              | EK-kwalificatie                  |
| 69.                              | 16-10-2002                       | Oostenrijk - Nederland           | 0-3                              | EK-kwalificatie                  |
| 70.                              | 20-11-2002                       | Duitsland - Nederland            | 1-3                              | Vriendschappelijk                |
| 71.                              | 30-04-2003                       | Portugal - Nederland             | 1-1                              | Vriendschappelijk                |
| 72.                              | 07-06-2003                       | Wit-Rusland - Nederland          | 0-2                              | EK-kwalificatie                  |
| 73.                              | 20-08-2003                       | België - Nederland               | 1-1                              | Vriendschappelijk                |
| 74.                              | 06-09-2003                       | Nederland - Oostenrijk           | 3-1                              | EK-kwalificatie                  |
| 75.                              | 10-09-2003                       | Tsjechië - Nederland             | 3-1                              | EK-kwalificatie                  |
| 76.                              | 11-10-2003                       | Nederland - Moldavië             | 5-0                              | EK-kwalificatie                  |
| 77.                              | 15-11-2003                       | Schotland - Nederland            | 1-0                              | EK-kwalificatie                  |
| 78.                              | 19-11-2003                       | Nederland - Schotland            | 6-0                              | EK-kwalificatie                  |
| 79.                              | 18-02-2004                       | Nederland - Verenigde Staten     | 1-0                              | Vriendschappelijk                |
| 80.                              | 31-03-2004                       | Nederland - Frankrijk            | 0-0                              | Vriendschappelijk                |
| 81.                              | 28-04-2004                       | Nederland - Griekenland          | 4-0                              | Vriendschappelijk                |
| 82.                              | 29-05-2004                       | Nederland - België               | 0-1                              | Vriendschappelijk                |
| 83.                              | 01-06-2004                       | Nederland - Faeröer              | 3-0                              | Vriendschappelijk                |
| 84.                              | 05-06-2004                       | Nederland - Ierland              | 0-1                              | Vriendschappelijk                |
| 85.                              | 15-06-2004                       | Duitsland - Nederland            | 1-1                              | EK poulefase                     |
| 86.                              | 19-06-2004                       | Nederland - Tsjechië             | 2-3                              | EK poulefase                     |
| 87.                              | 23-06-2004                       | Nederland - Letland              | 3-0                              | EK poulefase                     |
| 88.                              | 26-06-2004                       | Zweden - Nederland               | 0-0 wns (4-5)                    | EK kwartfinale                   |
| 89.                              | 30-06-2004                       | Portugal - Nederland             | 2-1                              | EK halve finale                  |
| 90.                              | 18-08-2004                       | Zweden - Nederland               | 2-2                              | Vriendschappelijk                |
| 91.                              | 03-09-2004                       | Nederland - Liechtenstein        | 3-0                              | Vriendschappelijk                |
| 92.                              | 08-09-2004                       | Nederland - Tsjechië             | 2-0                              | WK-kwalificatie                  |
| 93.                              | 09-10-2004                       | Macedonië - Nederland            | 2-2                              | WK-kwalificatie                  |
| 94.                              | 13-10-2004                       | Nederland - Finland              | 3-1                              | WK-kwalificatie                  |
| 95.                              | 17-11-2004                       | Andorra - Nederland              | 0-3                              | WK-kwalificatie                  |
| 96.                              | 09-02-2005                       | Engeland - Nederland             | 0-0                              | Vriendschappelijk                |
| 97.                              | 26-03-2005                       | Roemenië - Nederland             | 0-2                              | WK-kwalificatie                  |
| 98.                              | 30-03-2005                       | Nederland - Armenië              | 2-0                              | WK-kwalificatie                  |
| 99.                              | 04-06-2005                       | Nederland - Roemenië             | 2-0                              | WK-kwalificatie                  |
| 100.                             | 08-06-2005                       | Finland - Nederland              | 0-4                              | WK-kwalificatie                  |
| 101.                             | 17-08-2005                       | Nederland - Duitsland            | 2-2                              | Vriendschappelijk                |
| 102.                             | 03-09-2005                       | Armenië - Nederland              | 0-1                              | WK-kwalificatie                  |
| 103.                             | 07-09-2005                       | Nederland - Andorra              | 4-0                              | WK-kwalificatie                  |
| 104.                             | 08-10-2005                       | Tsjechië - Nederland             | 0-2                              | WK-kwalificatie                  |
| 105.                             | 12-10-2005                       | Nederland - Macedonië            | 0-0                              | WK-kwalificatie                  |
| 106.                             | 12-11-2005                       | Nederland - Italië               | 1-3                              | Vriendschappelijk                |
| 107.                             | 01-03-2006                       | Nederland - Ecuador              | 1-0                              | Vriendschappelijk                |
| 108.                             | 27-05-2006                       | Nederland - Kameroen             | 1-0                              | Vriendschappelijk                |
| 109.                             | 04-06-2006                       | Nederland - Australië            | 1-1                              | Vriendschappelijk                |
| 110.                             | 11-06-2006                       | Servië en Montenegro - Nederland | 0-1                              | WK poulefase                     |
| 111.                             | 16-06-2006                       | Nederland - Ivoorkust            | 2-1                              | WK poulefase                     |
| 112.                             | 21-06-2006                       | Nederland - Argentinië           | 0-0                              | WK poulefase                     |
| 113.                             | 25-06-2006                       | Portugal - Nederland             | 1-0                              | WK achtste finale                |
| 114.                             | 16-08-2006                       | Ierland - Nederland              | 0-4                              | Vriendschappelijk                |
| 115.                             | 02-09-2006                       | Luxemburg - Nederland            | 0-1                              | EK-kwalificatie                  |
| 116.                             | 06-09-2006                       | Nederland - Wit-Rusland          | 3-0                              | EK-kwalificatie                  |
| 117.                             | 07-10-2006                       | Bulgarije - Nederland            | 1-1                              | EK-kwalificatie                  |
| 118.                             | 11-10-2006                       | Nederland - Albanië              | 2-1                              | EK-kwalificatie                  |
| 119.                             | 28-03-2007                       | Slovenië - Nederland             | 0-1                              | EK-kwalificatie                  |
| 120.                             | 08-09-2007                       | Nederland - Bulgarije            | 2-0                              | EK-kwalificatie                  |
| 121.                             | 12-09-2007                       | Albanië - Nederland              | 0-1                              | EK-kwalificatie                  |
| 122.                             | 17-11-2007                       | Nederland - Luxemburg            | 1-0                              | EK-kwalificatie                  |
| 123.                             | 06-02-2008                       | Kroatië - Nederland              | 0-3                              | Vriendschappelijk                |
| 124.                             | 29-05-2008                       | Nederland - Denemarken           | 1-1                              | Vriendschappelijk                |
| 125.                             | 01-06-2008                       | Nederland - Wales                | 0-1                              | EK-kwalificatie                  |
| 126.                             | 09-06-2008                       | Nederland - Italië               | 3-0                              | EK poulefase                     |
| 127.                             | 13-06-2008                       | Nederland - Frankrijk            | 4-1                              | EK poulefase                     |
| 128.                             | 21-06-2008                       | Nederland - Rusland              | 1-3                              | EK kwartfinale                   |
| 129.                             | 11-10-2008                       | Nederland - IJsland              | 2-0                              | WK-kwalificatie                  |
| 130.                             | 15-10-2008                       | Noorwegen - Nederland            | 0-1                              | WK-kwalificatie                  |

Bijgewerkt tot 15-10-2008

## Carrièrestatistieken

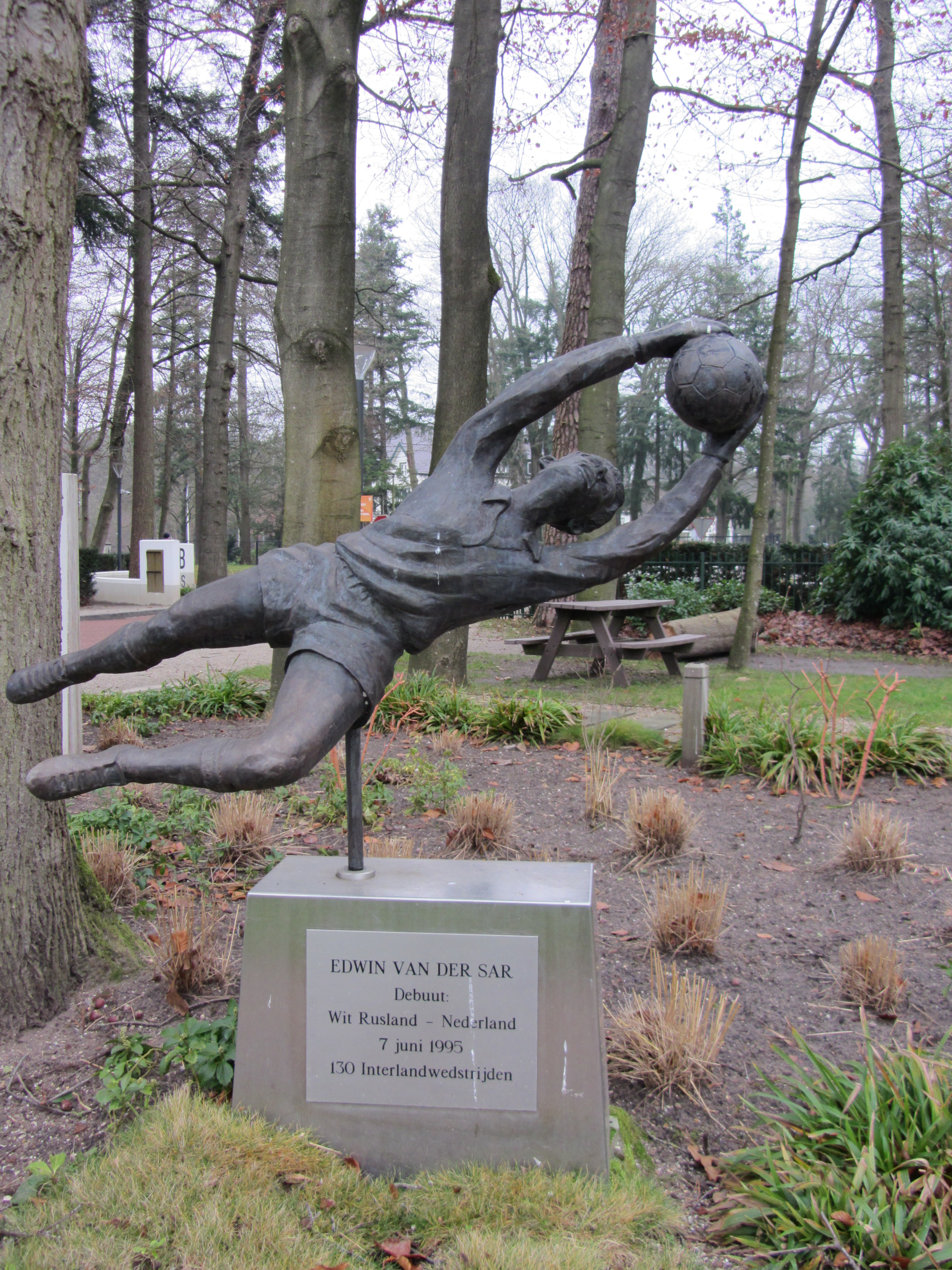
Standbeeld van Edwin van der Sar op de KNVB campus

| Seizoen         | Club              |                    | Competitie             | Competitie | Competitie | Beker | Beker | Internationaal | Internationaal | Overig | Overig | Totaal | Totaal |
| Seizoen         | Club              | Wed.               | Competitie             | Dlp.       | Wed.       | Dlp.  | Wed.  | Dlp.           | Wed.           | Dlp.   | Wed.   | Dlp.   |        |
| --------------- | ----------------- | ------------------ | ---------------------- | ---------- | ---------- | ----- | ----- | -------------- | -------------- | ------ | ------ | ------ | ------ |
| 1989/90         | Ajax              | Vlag van Nederland | Eredivisie             | 0          | 0          | 0     | 0     | —              | —              | —      | —      | 0      | 0      |
| 1990/91         | Ajax              | Vlag van Nederland | Eredivisie             | 9          | 0          | 0     | 0     | —              | —              | —      | —      | 9      | 0      |
| 1991/92         | Ajax              | Vlag van Nederland | Eredivisie             | 0          | 0          | 0     | 0     | 0              | 0              | —      | —      | 0      | 0      |
| 1992/93         | Ajax              | Vlag van Nederland | Eredivisie             | 19         | 0          | 3     | 0     | 3              | 0              | —      | —      | 25     | 0      |
| 1993/94         | Ajax              | Vlag van Nederland | Eredivisie             | 32         | 0          | 4     | 0     | 6              | 0              | 1      | 0      | 43     | 0      |
| 1994/95         | Ajax              | Vlag van Nederland | Eredivisie             | 33         | 0          | 3     | 0     | 11             | 0              | 1      | 0      | 48     | 0      |
| 1995/96         | Ajax              | Vlag van Nederland | Eredivisie             | 33         | 0          | 2     | 0     | 14             | 0              | 1      | 0      | 50     | 0      |
| 1996/97         | Ajax              | Vlag van Nederland | Eredivisie             | 33         | 0          | 1     | 0     | 10             | 0              | 1      | 0      | 45     | 0      |
| 1997/98         | Ajax              | Vlag van Nederland | Eredivisie             | 33         | 1          | 5     | 0     | 8              | 0              | —      | —      | 46     | 1      |
| 1998/99         | Ajax              | Vlag van Nederland | Eredivisie             | 34         | 0          | 5     | 0     | 6              | 0              | 1      | 0      | 46     | 0      |
| Club totaal     | Club totaal       | Club totaal        | Club totaal            | 226        | 1          | 23    | 0     | 58             | 0              | 5      | 0      | 312    | 1      |
| 1999/00         | Juventus          | Vlag van Italië    | Serie A                | 32         | 0          | 3     | 0     | 11             | 0              | —      | —      | 46     | 0      |
| 2000/01         | Juventus          | Vlag van Italië    | Serie A                | 34         | 0          | 2     | 0     | 6              | 0              | —      | —      | 42     | 0      |
| Club totaal     | Club totaal       | Club totaal        | Club totaal            | 66         | 0          | 5     | 0     | 17             | 0              | 0      | 0      | 88     | 0      |
| 2001/02         | Fulham            | Vlag van Engeland  | Premier League         | 37         | 0          | 4     | 0     | —              | —              | —      | —      | 41     | 0      |
| 2002/03         | Fulham            | Vlag van Engeland  | Premier League         | 19         | 0          | 0     | 0     | 11             | 0              | —      | —      | 30     | 0      |
| 2003/04         | Fulham            | Vlag van Engeland  | Premier League         | 37         | 0          | 6     | 0     | —              | —              | —      | —      | 43     | 0      |
| 2004/05         | Fulham            | Vlag van Engeland  | Premier League         | 34         | 0          | 6     | 0     | —              | —              | —      | —      | 40     | 0      |
| Club totaal     | Club totaal       | Club totaal        | Club totaal            | 127        | 0          | 16    | 0     | 11             | 0              | 0      | 0      | 154    | 0      |
| 2005/06         | Manchester United | Vlag van Engeland  | Premier League         | 38         | 0          | 5     | 0     | 8              | 0              | —      | —      | 51     | 0      |
| 2006/07         | Manchester United | Vlag van Engeland  | Premier League         | 32         | 0          | 3     | 0     | 12             | 0              | —      | —      | 47     | 0      |
| 2007/08         | Manchester United | Vlag van Engeland  | Premier League         | 29         | 0          | 4     | 0     | 10             | 0              | 1      | 0      | 44     | 0      |
| 2008/09         | Manchester United | Vlag van Engeland  | Premier League         | 33         | 0          | 2     | 0     | 13             | 0              | 1      | 0      | 48     | 0      |
| 2009/10         | Manchester United | Vlag van Engeland  | Premier League         | 21         | 0          | 2     | 0     | 6              | 0              | 0      | 0      | 29     | 0      |
| 2010/11         | Manchester United | Vlag van Engeland  | Premier League         | 33         | 0          | 2     | 0     | 10             | 0              | 1      | 0      | 46     | 0      |
| Club totaal     | Club totaal       | Club totaal        | Club totaal            | 186        | 0          | 18    | 0     | 59             | 0              | 3      | 0      | 265    | 0      |
| 2016            | VV Noordwijk      | Vlag van Nederland | Zaterdag Hoofdklasse B | 1          | 0          | 0     | 0     | 0              | 0              | 0      | 0      | 1      | 0      |
| Club totaal     | Club totaal       | Club totaal        | Club totaal            | 1          | 0          | 0     | 0     | 0              | 0              | 0      | 0      | 1      | 0      |
| Carrière totaal | Carrière totaal   | Carrière totaal    | Carrière totaal        | 606        | 1          | 62    | 0     | 145            | 0              | 8      | 0      | 820    | 1      |

Bijgewerkt tot 13-10-2019

## Erelijst
Ajax
- Intercontinental Cup: 1995
- UEFA Champions League: 1994/95
- UEFA Super Cup: 1995
- UEFA Cup: 1991/92
- Eredivisie: 1989/90, 1993/94, 1994/95, 1995/96, 1997/98
- KNVB beker: 1992/93, 1997/98, 1998/99
- Nederlandse Supercup: 1993, 1994, 1995

 Juventus
- UEFA Intertoto Cup: 1999

 Fulham
- UEFA Intertoto Cup: 2002

 Manchester United
- FIFA Club World Cup: 2008
- UEFA Champions League: 2007/08
- Premier League: 2006/07, 2007/08, 2008/09, 2010/11
- Football League Cup: 2005/06, 2008/09, 2009/10
- FA Community Shield: 2007, 2008, 2010

Individueel
- Nederlands Keeper van het Jaar: 1994, 1995, 1996, 1997
- Europees Keeper van het Jaar: 1995, 2009
- European Sports Media Team van het Jaar: 1995/96, 2008/09
- FIFA WK All-Star Team: 1998 (reserve)
- Nederlandse Gouden Schoen: 1998
- IFFHS Beste Doelman van de Wereld – Bronzen Bal: 1998, 2008
- FIFA FIFPro World XI Nominatie: 2006, 2007, 2008, 2009, 2010, 2011
- PFA Premier League Team van het Jaar: 2006/07, 2008/09, 2010/11
- UEFA Europees Kampioenschap Team van het Toernooi: 2008
- Premier League Merit Award: 2008/09
- Premier League Gouden Handschoen: 2008/09
- UEFA Clubdoelman van het Jaar: 2009
- Fulham Speler van het Jaar: 2004

Onderscheidingen
- Officier in de Orde van Oranje-Nassau: 2010
- JFK Greatest Man Award: 2011

## Loopbaan als bestuurder
Na zijn actieve voetbalcarrière volgde Van der Sar een opleiding International Master of Sportmanagement aan het Johan Cruyff Institute. Vanaf 31 december 2012 werd Van der Sar aangesteld als directeur marketing van Ajax. Per 11 november 2016 werd hij er algemeen directeur. Hij was bij Ajax ook voorzitter van het technisch hart.
In september 2013 werd hij gekozen in het bestuur van de European Club Association (ECA), waar hij Maarten Fontein opvolgde als vertegenwoordiger van de Nederlandse clubs.
Op 30 mei 2023 maakte Van der Sar bekend te stoppen als algemeen directeur van Ajax. Hij droeg per 1 juni dat jaar zijn taken over aan zijn collega-directieleden. De raad van commissarissen vroeg hem formeel aan te blijven tot 1 augustus dat jaar voor een goede overdracht van de nationale en internationale dossiers. Op 4 september 2023 stelde Ajax Jan van Halst ad interim aan als zijn opvolger, in afwachting van Alex Kroes die vanwege een non-concurrentiebeding bij zijn vorige club nog niet aan de slag kan.
In september 2023 werd hij als bestuurslid van de European Club Association opgevolgd door Dennis te Kloese.

## Privé
Van der Sar is sinds 2006 getrouwd en heeft twee kinderen. Zoon Joe van der Sar was doelman bij RKC Waalwijk. Op zijn eenenveertigste verjaardag kreeg Van der Sar de Greatest Man Award 2011 uitgereikt van mannenblad JFK.
In 2012 richtte hij de Edwin van der Sar Foundation op ter ondersteuning van mensen met hersenletsel op het gebied van revalidatie, participatie en preventie, nadat zijn gezin zelf ervaren had hoe ingrijpend de invloed van een hersenbeschadiging kon zijn. Deze stichting kreeg in 2014 de Majoor Bosshardt Prijs.
Hij werd op 7 juli 2023 tijdens een vakantie in Kroatië getroffen door een hersenbloeding en opgenomen op een intensivecareafdeling.